# Трёхгранник Дарбу
Трёхгранник Дарбу — естественный репер для кривой на поверхности в евклидовом пространстве, состоит из единичного касательного вектора к кривой, нормального вектора к поверхности и вектора, дополняющего их до ортонормированного репера.
Трёхгранник Дарбу используется в определении геодезической и нормальной кривизны кривой на поверхности.
Иногда трёхгранником Дарбу называется другой репер ассоциированный с ортогональными координатами на гладкой поверхности.